# NSK (Unternehmen)

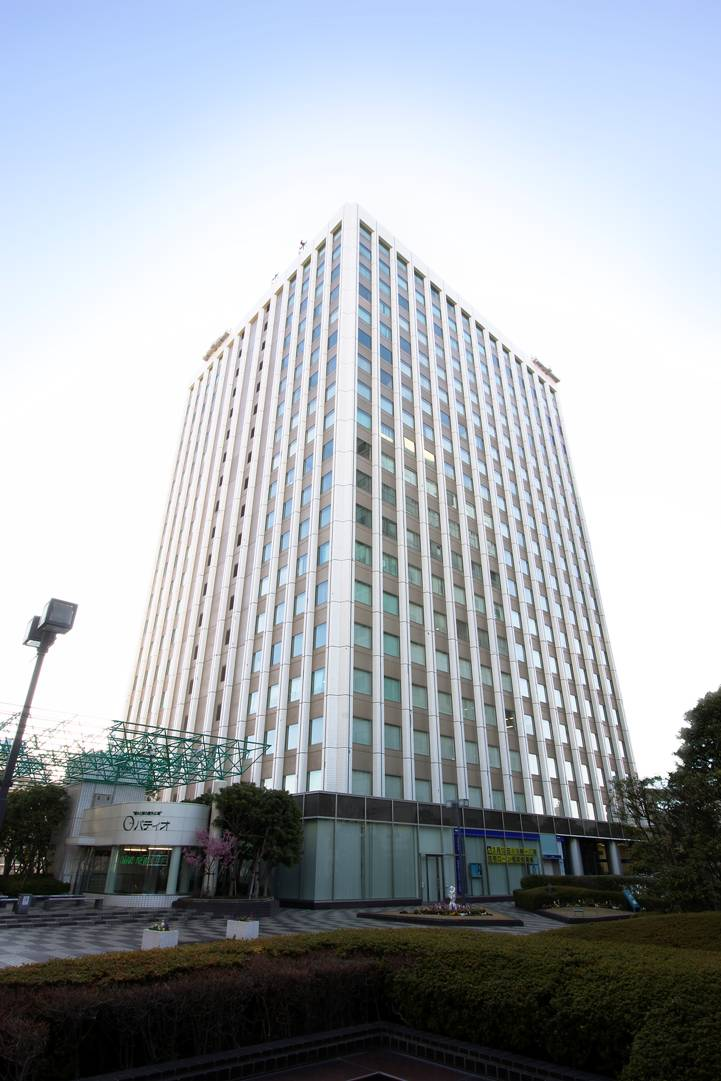
Nissei Building in Tokio, Japan

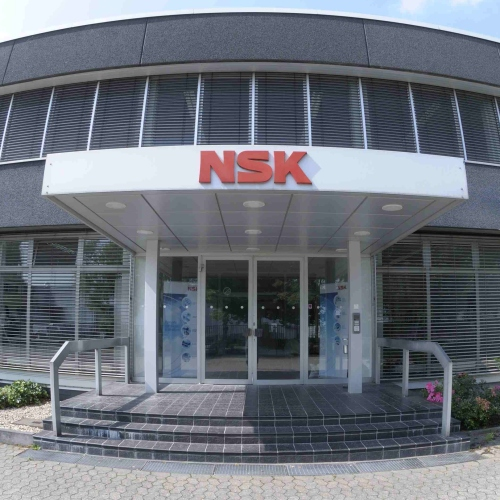
NSK Ratingen

Nippon Seikō K.K. (jap. 日本精工株式会社 Nippon Seikō Kabushiki kaisha; engl. NSK Ltd.), gelistet im Nikkei 225, ISIN JP3720800006, ist ein japanisches Unternehmen mit Sitz in Tokio.
NSK produziert Wälzlager aller Bauarten, Lineartechnik, Automobilkomponenten und Lenksysteme und vertreibt seine Produkte weltweit über ein eigenes Vertriebsnetz.

## Meilensteine der Unternehmensgeschichte
- 1916: Gründung der NSK Ltd. in Tokio, Japan
- 1960er: Eröffnung der ersten NSK Verkaufsniederlassungen in Ann Arbor, Michigan USA, und Düsseldorf
- 1970er: Eröffnung von Produktionsstätten in São Paulo, Brasilien, Nordamerika, Großbritannien und Asien
- 1990er: Übernahme der UPI-Gruppe, führender Hersteller von Wälzlagern in Großbritannien, bekannt unter der Marke RHP. Weitere Verkaufsniederlassungen und Produktionsstätten in Großbritannien, Deutschland und der Schweiz folgen
- 2000er: Fertigstellung des Fujisawa Forschungs- und Entwicklungszentrums in Japan sowie Eröffnung des Technical Centre in Ratingen bei Düsseldorf
- 2010er: Ausbau des Technical Centre sowie Eröffnung des Steering Test Centre in Ratingen. Weitere Investitionen in die europäischen Produktionsstätten.

## NSK heute
NSK verfügt über ein weltweites Technologienetzwerk und produziert mit seinen 31.860 Mitarbeitern an 64 Produktionsstandorten täglich etwa 3 Millionen Lager (von Miniaturlagern mit 1-Millimeter-Bohrung bis Wälzlager mit einem Durchmesser von 5 Metern).
Industriesektoren: Automotive OEMs, Hauptlieferanten und Hersteller von: Elektromotoren, Haushaltsgeräte, Windturbinen, Getriebemotoren, Pumpen und Kompressoren, Werkzeugmaschinen, Spritzgießmaschinen, Stahlerzeugung, Zellstoff- und Papierindustrie, Druckindustrie, Lebensmittel- und Getränkeindustrie, Bergbau und Gewinnungstechnik, Halbleiter und Medizintechnik, Handling & Automatisierung, Energieversorgungsunternehmen.

## NSK Europe Ltd.
NSK Europe Ltd. ist eine hundertprozentige Tochtergesellschaft der NSK Ltd. mit Registrierung in England und Wales. Sie beschäftigt mehr als 3.900 Mitarbeiter in Europa und weist einen Umsatz von mehr als 1.056 Millionen Euro auf.
- 1963 Eröffnung der ersten europäischen Niederlassung in Düsseldorf
- 1970er: Eröffnung der Niederlassung in Guyancourt (Frankreich) und der NSK Produktionsstätte in Peterlee (UK)
- 1990er:
  - Übernahme der UPI Gruppe inklusive Produktionsstätten in Großbritannien, Deutschland und der Schweiz
  - Eröffnung des ersten europäischen Technologiezentrums in Newark (UK)
  - Gründung der NSK-RHP Europa sowie der NSK-RHP Verkaufsgesellschaften
- 2000er:
  - Umbenennung von NSK-RHP zu NSK
  - Eröffnung einer Produktionsstätte für Electric Power Steering System in Polen
  - Übernahme einer großen Wälzlagerproduktion in Polen
- 2010er: Ausbau des Technical Centre und Eröffnung des Steering Test Centre in Deutschland. Weitere Investitionen in die europäischen Produktionsstätten.

## Geschäftsbereiche und Produkte

### NSK Industriewälzlager und Linearsysteme (EIBU – European Industrial Business Unit)
Produktportfolio: Kugellager, Zylinderrollenlager, Kegelrollenlager, Pendelrollenlager, Axiallager, Hochgenauigkeitslager, Gehäuselager, ProKIT, Kugelgewindetriebe, Linear Guides sowie Mechatronikprodukte.
Absatzkanäle: Industrial Aftermarket, Automotive Aftermarket, Präzisionstechnik in Sektoren wie:
Landwirtschaft, Fahrzeugherstellung, Zement, Haushaltsgeräte, Elektrogeräte, Ventilatoren und Gebläse, Lebensmittel und Getränke, Industriegetriebe, Handling und Automatisierung, Spritzguss, Werkzeugmaschinen, Antriebstechnik, Druck, Zellstoff und Papier, Pumpen und Kompressoren, Steinbruch-, Bergbau- und Bauindustrie, Schienenfahrzeuge, Halbleiter- und Medizintechnik, Stahl und Metall, Windenergie sowie ein umfassendes Angebot für Aftermarket-Kanäle in Europa und im Nahen Osten.
Produktionswerke: Munderkingen/Ulm (Deutschland), Newark (England)
Vertriebsniederlassungen: Barcelona (Spanien), Dubai (Vereinigte Arabische Emirate), Guyancourt (Frankreich), Istanbul (Türkei), Johannesburg (Südafrika), Mailand (Italien), Newark (England), Ratingen (Deutschland), St. Petersburg (Russland), Warschau (Polen)
Technologiezentren: Kielce (Polen), Newark (England), Ratingen (Deutschland)
Logistikzentren: Newark (England), Tilburg (Niederlande)

### NSK Automotive-Wälzlager und -Module (EABU – European Automotive Business Unit)
Hauptgeschäftsstelle Europa: Ratingen (Deutschland)
Produktportfolio: Fahrwerkslager, Wälzlager für Antriebsstrang-Komponenten, Wälzlager für Nebenaggregate von Verbrennungs- und Elektromotoren
Absatzkanäle: Automobilhersteller, 1st und 2nd Tier
Produktionswerke: Peterlee (England), Kielce (Polen)
Vertriebsniederlassungen: Barcelona (Spanien), Guyancourt (Frankreich), Mailand (Italien), Ratingen (Deutschland), Stuttgart (Deutschland), Wolfsburg (Deutschland)
Technologiezentren: Kielce (Polen), Newark (England), Ratingen (Deutschland)
Logistikzentrum: Tilburg (Niederlande)

### NSK Lenksysteme (ESBU – European Steering Business Unit)
Hauptgeschäftsstelle Europa: Ratingen (Deutschland)
Produktportfolio: Mechanisch/elektrisch verstellbare Lenksäulen mit Energieabsorption, manuelle/elektrische Höhen- und Längsverstellsysteme, elektrische/manuelle Neigungs- und Teleskopverstellsysteme, elektromechanische Servolenkungssysteme (EPAS) mit Energieabsorption, Lenksysteme mit Servoeinheit in der Lenksäule oder im Lenkgetrieberitzel,
Lenkgetriebe, Zwischenwellen
Absatzkanäle: Automobilhersteller, 1st Tier
Produktionswerke: Peterlee (England), Wałbrzych (Polen)
Technologiezentren: Guyancourt (Frankreich), Newark (England), Ratingen (Deutschland)
Vertriebsniederlassungen: Guyancourt (Frankreich), Mailand (Italien), Ratingen (Deutschland), Newark (England), Wolfsburg (Deutschland)

### Engineering und Technologie Europa (F&E)
Technologiezentren:
- Wälzlager für Industriemaschinen: Newark (England), Ratingen (Deutschland), Kielce (Polen)
- Automotive-Wälzlager: Newark (England), Ratingen (Deutschland), Kielce (Polen)
- Automotive-Lenksysteme: Newark (England), Ratingen (Deutschland)

Vier Kerntechnologien: Tribologie, Werkstofftechnik, Numerische Simulation, Mechatronik
Entwicklung von
- Industriewälzlagern (Motoren allgemein, Haushaltsgeräte, Windturbinen, Pumpen und Kompressoren, Industriegetriebe usw.)
- Präzisionslagern (Material- und Schmiertechnologie, Analyse- und Auswertungstechnologie usw.)
- Fahrwerkslagern (HUB I–III)
- Wälzlagern für Antriebssysteme
- Schaltgetriebe
- Automatikgetriebe (CVT- und DCT-Getriebe, Lager für Antriebsstränge)
- Nebenaggregaten von Motoren und Elektromotoren (Lichtmaschinen, Wasserpumpen, elektrische Systeme)
- Lenksystemen (mechanische/elektrische Servolenkungssysteme, manuell verstellbare Lenksäulen, Lenkzwischenwellen)